# Duodecimo
Duodecimo is een papierformaat van gedrukte boeken en documenten. De boekdrukker drukt vierentwintig pagina's op één vel, dat vervolgens tweemaal op een derde in dezelfde richting gevouwen wordt en dan nog eens tweemaal op de helft in de andere richting; het gevouwen vel van twaalf bladen wordt een katern van vierentwintig bladzijden. De boekbinder voegt de verschillende katernen samen tot een boekblok dat hij kan innaaien of binden.
Een boek in duodecimoformaat, in-douze, ook wel aangeduid als 12mo of 12°, is gewoonlijk zo'n 12,5 cm hoog.